# Sawannik równikowy
Sawannik równikowy (Aethomys hindei) – gatunek gryzonia z rodziny myszowatych żyjący w Afryce Środkowej.

## Klasyfikacja
Gatunek został opisany naukowo w 1902 roku przez O. Thomasa jako nowy gatunek; miejscem typowym jest Machakos w Kenii. Później został błędnie opisany jako podgatunek sawannika leśnego (A. kaiseri), z którym występuje sympatrycznie. W 1975 roku wskazano, że dwie populacje, występujące na wschód od Wielkiego Rowu Wschodniego oraz w zachodniej części zasięgu różnią się szczegółami morfologicznymi i można je sklasyfikować jako oddzielne podgatunki. Nowsze prace wskazują, że różniących się populacji może być więcej; potrzebne są dalsze badania.

## Biologia
Gryzonie te występują na równinach i stokach górskich w pasie przabiegającym przez Afrykę Środkową od Kamerunu do Kenii. Żyją one także w Republice Środkowoafrykańskiej, Demokratycznej Republice Konga, Sudanie, Sudanie Południowym, Tanzanii i Ugandzie.
Sawannik równikowy zamieszkuje przeważnie tereny wilgotne, choć bywa też spotykany na suchszych obszarach. Prowadzi naziemny tryb życia, żywi się owadami i roślinami. Nie wiadomo, czy potrafi dostosować się do zaburzonego lub zmienionego środowiska.

## Populacja
Rozmiary populacji i trend zmian liczebności tego gatunku nie są znane, nie wiadomo, czy występuje w obszarach chronionych. Ze względu jednak na duży zasięg występowania, przypuszczalnie dużą liczebność i brak zidentyfikowanych zagrożeń dla tego gatunku, jest on uznawany za gatunek najmniejszej troski.